# Adriano Leite Ribeiro
Adriano Leite Ribeiro, noto semplicemente come Adriano (Rio de Janeiro, 17 febbraio 1982), è un ex calciatore brasiliano, di ruolo attaccante.
Soprannominato Imperatore in riferimento all'omonima figura storica, in giovane età veniva ampiamente considerato come uno dei talenti più promettenti al mondo, tanto da raggiungere rispettivamente la sesta e la settima posizione nella classifica del Pallone d'oro (nel 2004 e nel 2005) all'età di soli 22 e 23 anni. Tuttavia, nel corso degli anni non è riuscito a esprimere appieno il potenziale riconosciutogli, tanto che la stessa rivista francese France Football lo ha inserito nella lista dei più grandi talenti sprecati nella storia del calcio.
Durante la sua carriera ha legato il suo nome principalmente all'Inter aggiudicandosi coi nerazzurri due campionati italiani, due Coppe Italia e tre Supercoppe Italiane. Del club milanese è inoltre stato, fino al 2025, il miglior marcatore in UEFA Champions League con 18 reti, prima di essere superato da Lautaro Martínez.
Con la maglia della nazionale brasiliana ha totalizzato 27 reti in 48 presenze, vincendo una Copa América nel 2004 e una Confederations Cup nel 2005. Ha inoltre partecipato con la Seleção al Mondiale del 2006, e nel 2021 è stato inserito nella Walk of Fame del Maracanã.

## Biografia
È figlio di Almir Leite Ribeiro, deceduto il 3 agosto 2004 all'età di 44 anni per un possibile infarto: tale lutto fu successivamente indicato dal calciatore come causa dell'insorgere di disturbi depressivi, circostanza aggravata da una tendenza all'alcolismo che finì per comprometterne il rendimento agonistico e la carriera.
Nel 2006 è divenuto padre di Adriano Carvalho Ribeiro, il quale ne ha seguito le orme sportive divenendo a sua volta calciatore.
Assieme a Luca Toni è stato uomo-copertina del videogioco Pro Evolution Soccer 6, prodotto da Konami.

### Controversie
Indagato nell'autunno 2014 per un presunto coinvolgimento nel traffico di droga, fu in breve tempo scagionato dalle accuse stante la sua estraneità ai fatti.

## Caratteristiche tecniche
(Zlatan Ibrahimović)
Considerato un potenziale erede del connazionale Ronaldo, fu inizialmente inquadrato nella posizione di terzino. Passato in breve tempo al ruolo di centravanti, fece valere la prestanza fisica e il senso del gol: alle abilità nel gioco aereo associava il potente tiro di cui era capace col piede mancino, stabilendo tra l'altro un primato nel campionato italiano per aver impresso al pallone la velocità di 140 km/h, durante un Inter-Palermo della stagione 2004-2005.
Parimenti abile nel dribbling e nel servire assist ai compagni, si distinse inoltre per una sostanziale correttezza in campo ricevendo in tutta la sua carriera un unico cartellino rosso. Sia pur con scarsa incidenza dovuta agli infortuni, il rendimento in campo soffrì gli eccessivi abusi di alcol.

## Carriera

### Club

#### Esordi tra Brasile e Italia (2000-2004)
Le spiccate qualità realizzative mostrate col Flamengo (compagine da cui venne lanciato nel calcio professionistico ancora minorenne il 6 febbraio 2000) ne valsero la chiamata da parte dell'Inter nel 2001, all'interno di una trattativa che portò il connazionale Vampeta, il cui cartellino era per metà dei nerazzurri, a fare ritorno in patria: impressionando favorevolmente durante il precampionato, esordì in Serie A il 9 settembre subentrando a Ventola nella trasferta di Parma conclusa sul 2-2.
Autore del primo gol già alla seconda presenza (consegnando ai meneghini la vittoria nella sfida col Venezia) debuttò anche in Europa, scendendo in campo nella partita del 20 settembre contro il Braṣov valevole per la Coppa UEFA. L'esiguo minutaggio riservatogli da Héctor Cúper – che pure vi fece affidamento durante la stracittadina milanese del 21 ottobre 2001 – indusse la società ad un prestito alla Fiorentina, col discreto bottino di 6 reti in 15 presenze: il sodalizio toscano non riuscì tuttavia a scongiurare la retrocessione in B, col giocatore successivamente trasferitosi in compartecipazione al Parma.

Adriano esulta con la maglia del Parma nel 2002

Compiuto l'esordio il 25 agosto nella finale di Supercoppa italiana che i ducali persero in favore della Juventus, il ventenne brasiliano costituì di fatto una alternativa per l'attacco dopo che Di Vaio fu ceduto agli stessi bianconeri: archiviata la prima marcatura in campo europeo il 3 ottobre contro il CSKA Mosca, formò assieme a Mutu la più prolifica coppia d'attacco del torneo 2002-03 permettendo ai ducali la qualificazione in UEFA.
L'infortunio alla coscia subìto a Brescia il 2 novembre 2003 – con uno score personale caratterizzato fin lì da 7 gol in altrettante partite – ne pregiudicò lo schieramento sino al gennaio 2004, col rientro festeggiato da una rete all'Udinese che valse una posizione nella top ten dei marcatori emiliani in massima categoria (23 centri). In anticipo rispetto alle tempistiche pattuite dall'accordo che ne sanciva la permanenza in gialloblu fino al giugno 2004, tornò a vestire la maglia nerazzurra nel corso del mercato invernale: ai 23 milioni di euro sborsati dal club lombardo per l'acquisizione a titolo definitivo del cartellino si aggiunse il prestito dei giovani Eliakwu e Zicu.
Col tecnico Zaccheroni, capace di favorirne la coesistenza con Vieri nel ruolo di centravanti, Adriano risultò protagonista del riuscito assalto alla quarta piazza siglando 9 gol in 16 partite: match winner della sfida contro l'ex Parma che determinò il sorpasso in classifica alla penultima domenica, archiviò il campionato con una doppietta all'Empoli utile a garantire un biglietto per la UEFA Champions League alla formazione meneghina.

#### Inter, San Paolo e Flamengo (2004-2010)
Sotto la gestione di Roberto Mancini, fece il proprio debutto in Champions realizzando un gol in casa del Basilea: la duplice marcatura nel ritorno concorse invece al punteggio di 4-1, qualificando l'Inter per la fase a gironi. Ricevuta l'unica espulsione in carriera il 2 novembre 2004 per aver reagito con dei pugni alle provocazioni del valenciano Marco Caneira, a fine anno giunse sesto nella classifica del Pallone d'oro.

Adriano in azione per l'Inter nel derby d'Italia del 28 novembre 2004

Capace di 16 reti in campionato – tra le quali spiccarono una tripletta al Messina e un celebre coast to coast contro l'Udinese – si distinse anche in ambito europeo per la triplice realizzazione al Porto nel retour match degli ottavi di finale, nonché per una doppietta contro la Roma che consentì ai nerazzurri d'ipotecare la vittoria in Coppa Italia: suo risultò, infine, l'assist decisivo a Verón per la rete che valse la Supercoppa italiana ai danni della Juventus il 20 agosto 2005.
Circa l'annata seguente da menzionare le ulteriori triplette siglate al Treviso (formazione al debutto nel massimo torneo) e contro l'Artmedia Bratislava in coppa, oltre alla doppia firma apposta sul derby che l'Inter tornò a vincere nel dicembre 2005 dopo un digiuno triennale: il 29 marzo 2006 refertò poi contro il Villarreal la sedicesima marcatura in UEFA Champions League, eguagliando il precedente record stabilito da Mazzola. Confermato il successo nella coppa nazionale, vinse inoltre a tavolino lo Scudetto dopo le sentenze di Calciopoli che promossero in vetta i milanesi: schierato da titolare in Supercoppa contro la Roma, lasciò posto a Crespo dopo un'ora di gioco.
Spesso relegato in panchina per l'arrivo in attacco dell'argentino e di Ibrahimović, tornò a segnare solamente il 23 dicembre 2006 contro l'Atalanta dopo un'astinenza realizzativa cominciata nel marzo precedente: pagando una minor condizione fisica rispetto all'ottimale stato di forma, incorse peraltro in esclusioni dovute a motivi disciplinari per gli eccessi mondani riportati dalla stampa. Pur ormai declassato a rincalzo, contribuì all'affermazione nel campionato 2006-07 con 5 reti in 23 presenze.

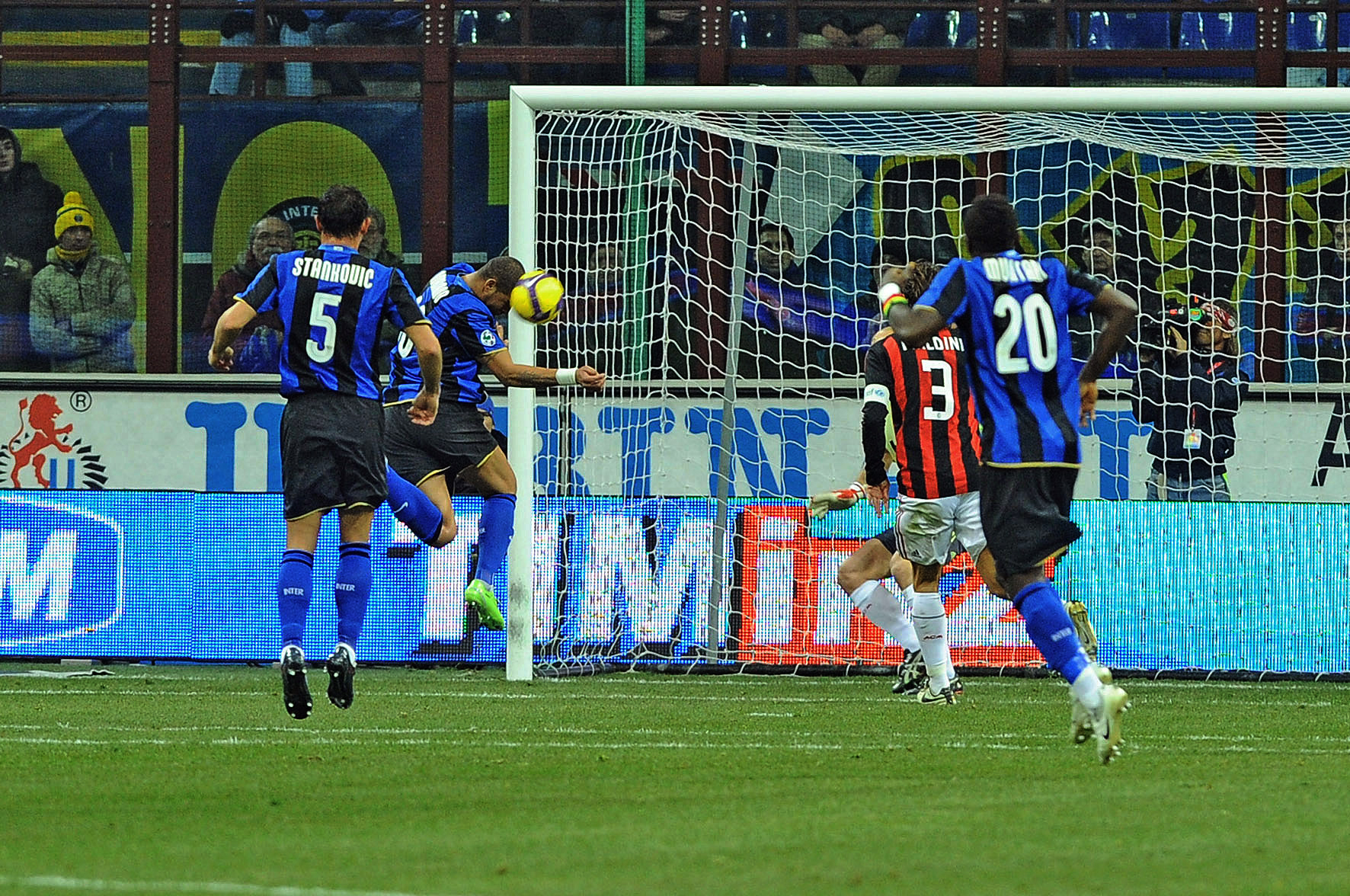
Adriano trova il gol in maglia interista nel derby di Milano del 15 febbraio 2009

Posto ai margini della rosa e financo espunto dalla lista europea il venticinquenne attaccante – che nell'estate 2007 rivelò una dipendenza dall'alcol conseguente alla depressione per la morte del padre e la rottura del fidanzamento con Danielle – siglò un solo gol nel campionato 2007-08, venendo poi ceduto in prestito gratuito al San Paolo: durante il semestre in patria riguadagnò un accettabile stato fisico, corroborato da 17 realizzazioni in 28 incontri disputati.
Rientrato all'Inter nel frattempo passata a Mourinho, durante la fase a gironi della UEFA Champions League 2008-09 andò a bersaglio contro Panathinaikos e Anorthosis divenendo il miglior marcatore del club nella manifestazione continentale: benché sanzionato dal tecnico lusitano per la recidiva indisciplina, offrì lievi segnali di ripresa in senso agonistico, appoggiando talvolta Ibrahimović nelle vesti di partner offensivo. Nell'aprile 2009 – dopo un mancato rientro in Italia che aveva fatto seguito alla finestra di gare internazionali – risolse tuttavia il contratto con la società, venendo quindi tesserato dal Flamengo in cui aveva esordito.

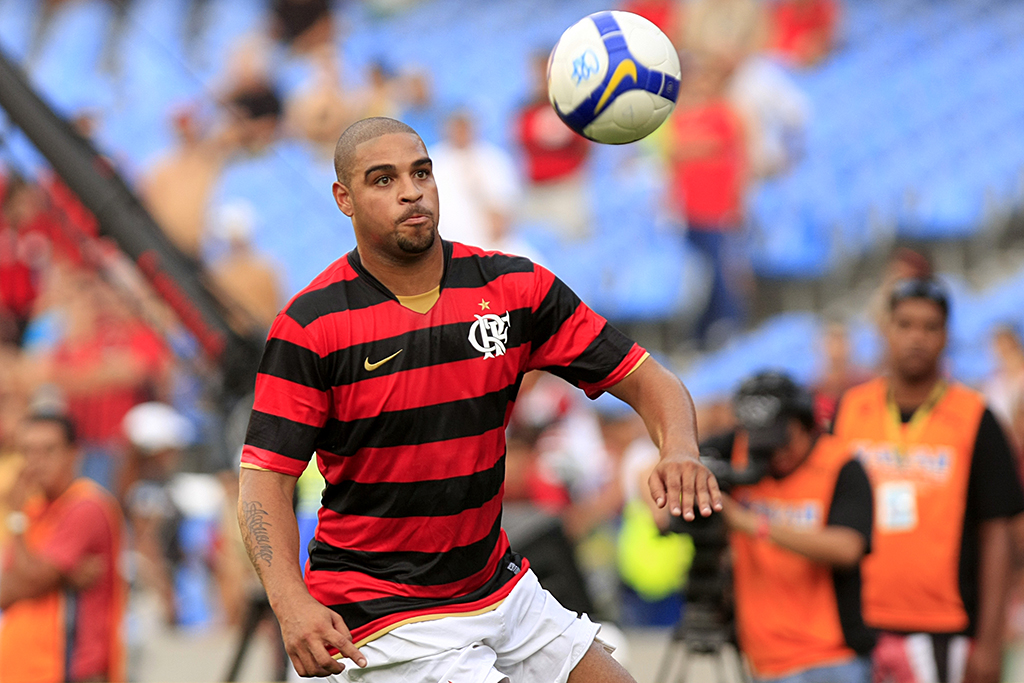
Adriano in azione con la maglia del Flamengo nel 2009

Similmente a quanto già avvenuto un biennio addietro, l'esperienza in Brasile determinò una rinascita a livello personale per il calciatore: capocannoniere del torneo a pari merito con Diego Tardelli, aggiunse al proprio palmarès la vittoria del titolo nazionale.

#### Roma e Corinthians (2010-2012)
All'età di 28 anni, nell'estate 2010 tentò nuovamente l'avventura europea siglando un accordo con la Roma: complice la condizione di sovrappeso e una moltitudine d'infortuni, l'esperienza terminò già nel marzo 2011 con la risoluzione del contratto dopo 8 presenze totali senza alcuna rete.
La successiva tappa della carriera riguardò il Corinthians, dove malgrado un iniziale conflitto coi dirigenti – imputabile al suo recarsi in discoteca dopo aver rimosso la protezione alla caviglia che indossava per la rottura del tendine d'Achille – rimpinguò la propria bacheca cogliendo un nuovo successo nel campionato brasiliano.

#### Periodo d'inattività, brevi esperienze e ritiro (2012-2016)
Abbandonata la squadra paulista nel marzo 2012 dopo la risoluzione contrattuale, compì un ulteriore ritorno al Flamengo nell'agosto seguente: il suo annuncio del possibile ritiro e la persistente situazione di sovrappeso comportarono però la risoluzione del tesseramento già in novembre. Fallimentare anche il tentativo d'ingaggio da parte dell'Internacional nel giugno 2013, a causa del lungo percorso riabilitativo che il trentunenne giocatore avrebbe dovuto compiere per riprendere una forma fisica adatta alla pratica sportiva.
Durante i primi mesi del 2014 fu tesserato dall'Atlético Paranaense, incorrendo tuttavia nel licenziamento già ad aprile: pur tornato a calcare i campi e segnare un gol dopo oltre due anni, il brasiliano aveva infatti disertato gli allenamenti recandosi invece in locali notturni.
Mancato un ingaggio con il Le Havre (club militante nella Ligue 2 francese) ad inizio 2015 per le difficoltà economiche in cui versava il club transalpino, pose termine alla carriera nel giugno 2016 dopo aver giocato un incontro della NPSL (quarto livello del campionato statunitense) con la maglia del Miami United.
Nel dicembre del 2024 disputa la sua partita d'addio al calcio giocato, allo Maracanã, tra leggende del Flamengo e "Amici dell'Italia".

### Nazionale
Facente parte della rosa che vinse nel 1999 il titolo mondiale Under-17, esordì con la Nazionale maggiore il 15 novembre 2000 contro la Colombia: un anno più tardi contribuì con 6 gol alla vittoria del campionato sudamericano Under-20 svoltosi in Ecuador.
Messosi in luce durante la Confederations Cup 2003 per le reti a Stati Uniti e Turchia, fu tra i protagonisti delle affermazioni che la Seleção riportò nella Copa América 2004 e in Confederations Cup nel 2005: Adriano risultò peraltro capocannoniere di entrambe le manifestazioni, andando a segno contro la rivale Argentina nelle finali di Lima e Francoforte.
A bersaglio contro Australia e Ghana durante il campionato del mondo 2006, conobbe successivamente un minor impiego da parte del commissario tecnico Dunga: ritenendo di non aver compiuto appieno il recupero psicofisico dell'attaccante, il selezionatore scelse infatti di rinunciarvi per il campionato del mondo 2010 tenutosi in Sudafrica.

## Statistiche
Tra club, nazionale maggiore e nazionali giovanili, Adriano ha totalizzato globalmente 439 partite segnando 206 reti, alla media di 0.47 gol a partita.

### Presenze e reti nei club
Statistiche aggiornate al termine della carriera da calciatore.
| Stagione           | Squadra             | Campionato         | Campionato | Campionato | Coppe nazionali | Coppe nazionali | Coppe nazionali | Coppe continentali | Coppe continentali | Coppe continentali | Altre coppe | Altre coppe | Altre coppe | Totale | Totale |
| Stagione           | Squadra             | Comp               | Pres       | Reti       | Comp            | Pres            | Reti            | Comp               | Pres               | Reti               | Comp        | Pres        | Reti        | Pres   | Reti   |
| ------------------ | ------------------- | ------------------ | ---------- | ---------- | --------------- | --------------- | --------------- | ------------------ | ------------------ | ------------------ | ----------- | ----------- | ----------- | ------ | ------ |
| 2000               | Flamengo            | A/RJ+CJH           | 0+19       | 0+7        | CB              | -               | -               | CM                 | 8                  | 1                  | RJ-SP       | 3           | 1           | 30     | 9      |
| gen. -giu.2001     | Flamengo            | A/RJ+A             | 7+0        | 1+0        | CB              | 4               | 1               | CM                 | 2                  | 0                  | RJ-SP       | 1           | 0           | 14     | 2      |
| 2001-gen. 2002     | Inter               | A                  | 8          | 1          | CI              | 1               | 0               | CU                 | 5                  | 0                  | -           | -           | -           | 14     | 1      |
| gen.-giu. 2002     | Fiorentina          | A                  | 15         | 6          | CI              | -               | -               | -                  | -                  | -                  | -           | -           | -           | 15     | 6      |
| 2002-2003          | Parma               | A                  | 28         | 15         | CI              | 1               | 0               | CU                 | 2                  | 2                  | -           | -           | -           | 31     | 17     |
| 2003-gen. 2004     | Parma               | A                  | 9          | 8          | CI              | 2               | 0               | CU                 | 2                  | 1                  | -           | -           | -           | 13     | 9      |
| Totale Parma       | Totale Parma        | Totale Parma       | 37         | 23         |                 | 3               | 0               |                    | 4                  | 3                  |             |             |             | 44     | 26     |
| gen.-giu. 2004     | Inter               | A                  | 16         | 9          | CI              | 2               | 3               | CU                 | -                  | -                  | -           | -           | -           | 18     | 12     |
| 2004-2005          | Inter               | A                  | 30         | 16         | CI              | 3               | 2               | UCL                | 9                  | 10                 | -           | -           | -           | 42     | 28     |
| 2005-2006          | Inter               | A                  | 30         | 13         | CI              | 5               | 0               | UCL                | 11                 | 6                  | SI          | 1           | 0           | 47     | 19     |
| 2006-2007          | Inter               | A                  | 23         | 5          | CI              | 3               | 1               | UCL                | 3                  | 0                  | SI          | 1           | 0           | 30     | 6      |
| lug.-dic. 2007     | Inter               | A                  | 4          | 1          | CI              | 0               | 0               | UCL                | -                  | -                  | SI          | -           | -           | 4      | 1      |
| gen.-giu. 2008     | San Paolo           | A1/SP+A            | 18+0       | 11+0       | CB              | -               | -               | CL                 | 10                 | 6                  | -           | -           | -           | 28     | 17     |
| 2008-apr. 2009     | Inter               | A                  | 12         | 3          | CI              | 3               | 2               | UCL                | 7                  | 2                  | SI          | 0           | 0           | 22     | 7      |
| Totale Inter       | Totale Inter        | Totale Inter       | 123        | 48         |                 | 17              | 8               |                    | 35                 | 18                 |             | 2           | 0           | 177    | 74     |
| mag.-dic. 2009     | Flamengo            | A/RJ+A             | 0+30       | 0+19       | CB              | -               | -               | -                  | -                  | -                  | -           | -           | -           | 30     | 19     |
| gen.-giu. 2010     | Flamengo            | A/RJ+A             | 10+1       | 11+0       | CB              | -               | -               | CL                 | 7                  | 4                  | -           | -           | -           | 18     | 15     |
| 2010-mar. 2011     | Roma                | A                  | 5          | 0          | CI              | 1               | 0               | UCL                | 1                  | 0                  | SI          | 1           | 0           | 8      | 0      |
| mar.2011 -dic.2011 | Corinthians         | A1/SP+A            | 0+4        | 0+1        | CB              | 0               | 0               | CL                 | 0                  | 0                  | -           | -           | -           | 4      | 1      |
| gen.-mar. 2012     | Corinthians         | A1/SP+A            | 3+0        | 1+0        | CB              | 0               | 0               | CL                 | 0                  | 0                  | -           | -           | -           | 3      | 1      |
| Totale Corinthians | Totale Corinthians  | Totale Corinthians | 3+4        | 1+1        |                 | -               | -               |                    | -                  | -                  |             |             |             | 7      | 2      |
| ago.-nov. 2012     | Flamengo            | A/RJ+A             | 0+0        | 0          | CB              | -               | -               | CL                 | 0                  | 0                  | -           | -           | -           | 0      | 0      |
| Totale Flamengo    | Totale Flamengo     | Totale Flamengo    | 17+50      | 12+26      |                 | 4               | 1               |                    | 17                 | 5                  |             | 4           | 1           | 92     | 45     |
| gen.-apr. 2014     | Atlético Paranaense | A1/PR+A            | 1+0        | 0          | CB              | -               | -               | CL                 | 3                  | 1                  | -           | -           | -           | 4      | 1      |
| mag. 2016          | Miami United        | NPSL               | 2          | 1          | -               | -               | -               | -                  | -                  | -                  | -           | -           | -           | 2      | 1      |
| Totale carriera    | Totale carriera     | Totale carriera    | 275        | 129        |                 | 25              | 9               |                    | 70                 | 33                 |             | 7           | 1           | 377    | 172    |

### Cronologia presenze e reti in nazionale
| Cronologia completa delle presenze e delle reti in nazionale ― Brasile | Cronologia completa delle presenze e delle reti in nazionale ― Brasile | Cronologia completa delle presenze e delle reti in nazionale ― Brasile | Cronologia completa delle presenze e delle reti in nazionale ― Brasile | Cronologia completa delle presenze e delle reti in nazionale ― Brasile | Cronologia completa delle presenze e delle reti in nazionale ― Brasile | Cronologia completa delle presenze e delle reti in nazionale ― Brasile | Cronologia completa delle presenze e delle reti in nazionale ― Brasile |
| Data                                                                   | Città                                                                  | In casa                                                                | Risultato                                                              | Ospiti                                                                 | Competizione                                                           | Reti                                                                   | Note                                                                   |
| ---------------------------------------------------------------------- | ---------------------------------------------------------------------- | ---------------------------------------------------------------------- | ---------------------------------------------------------------------- | ---------------------------------------------------------------------- | ---------------------------------------------------------------------- | ---------------------------------------------------------------------- | ---------------------------------------------------------------------- |
| 15-11-2000                                                             | San Paolo                                                              | Brasile                                                                | 1 – 0                                                                  | Colombia                                                               | Qual. Mondiali 2002                                                    | -                                                                      |                                                                        |
| 29-3-2003                                                              | Porto                                                                  | Portogallo                                                             | 2 – 1                                                                  | Brasile                                                                | Amichevole                                                             | -                                                                      |                                                                        |
| 11-6-2003                                                              | Abuja                                                                  | Nigeria                                                                | 0 – 3                                                                  | Brasile                                                                | Amichevole                                                             | 1                                                                      |                                                                        |
| 19-6-2003                                                              | Parigi                                                                 | Brasile                                                                | 0 – 1                                                                  | Camerun                                                                | Conf. Cup 2003 - 1º turno                                              | -                                                                      |                                                                        |
| 21-6-2003                                                              | Lione                                                                  | Brasile                                                                | 1 – 0                                                                  | Stati Uniti                                                            | Conf. Cup 2003 - 1º turno                                              | 1                                                                      |                                                                        |
| 23-6-2003                                                              | Saint-Étienne                                                          | Brasile                                                                | 2 – 2                                                                  | Turchia                                                                | Conf. Cup 2003 - 1º turno                                              | 1                                                                      |                                                                        |
| 12-10-2003                                                             | Leicester                                                              | Giamaica                                                               | 0 – 1                                                                  | Brasile                                                                | Amichevole                                                             | -                                                                      |                                                                        |
| 8-7-2004                                                               | Arequipa                                                               | Brasile                                                                | 1 – 0                                                                  | Cile                                                                   | Coppa America 2004 - 1º turno                                          | -                                                                      |                                                                        |
| 11-7-2004                                                              | Arequipa                                                               | Brasile                                                                | 4 – 1                                                                  | Costa Rica                                                             | Coppa America 2004 - 1º turno                                          | 3                                                                      |                                                                        |
| 14-7-2004                                                              | Arequipa                                                               | Brasile                                                                | 1 – 2                                                                  | Paraguay                                                               | Coppa America 2004 - 1º turno                                          | -                                                                      |                                                                        |
| 18-7-2004                                                              | Piura                                                                  | Messico                                                                | 0 – 4                                                                  | Brasile                                                                | Coppa America 2004 - Quarti di finale                                  | 2                                                                      |                                                                        |
| 21-7-2004                                                              | Lima                                                                   | Brasile                                                                | 1 – 1 dts (5 – 3 dtr)                                                  | Uruguay                                                                | Coppa America 2004 - Semifinale                                        | 1                                                                      |                                                                        |
| 25-7-2004                                                              | Lima                                                                   | Argentina                                                              | 2 – 2 dts (2 – 4 dtr)                                                  | Brasile                                                                | Coppa America 2004 - Finale                                            | 1                                                                      | [ 168 ]                                                                |
| 5-9-2004                                                               | San Paolo                                                              | Brasile                                                                | 3 – 1                                                                  | Bolivia                                                                | Qual. Mondiali 2006                                                    | 1                                                                      |                                                                        |
| 8-9-2004                                                               | Berlino                                                                | Germania                                                               | 1 – 1                                                                  | Brasile                                                                | Amichevole                                                             | -                                                                      |                                                                        |
| 9-10-2004                                                              | Maracaibo                                                              | Venezuela                                                              | 2 – 5                                                                  | Brasile                                                                | Qual. Mondiali 2006                                                    | 1                                                                      |                                                                        |
| 13-10-2004                                                             | Maceió                                                                 | Brasile                                                                | 0 – 0                                                                  | Colombia                                                               | Qual. Mondiali 2006                                                    | -                                                                      |                                                                        |
| 17-11-2004                                                             | Quito                                                                  | Ecuador                                                                | 1 – 0                                                                  | Brasile                                                                | Qual. Mondiali 2006                                                    | -                                                                      |                                                                        |
| 5-6-2005                                                               | Porto Alegre                                                           | Brasile                                                                | 4 – 1                                                                  | Paraguay                                                               | Qual. Mondiali 2006                                                    | -                                                                      |                                                                        |
| 8-6-2005                                                               | Buenos Aires                                                           | Argentina                                                              | 3 – 1                                                                  | Brasile                                                                | Qual. Mondiali 2006                                                    | -                                                                      |                                                                        |
| 16-6-2005                                                              | Lipsia                                                                 | Brasile                                                                | 3 – 0                                                                  | Grecia                                                                 | Conf. Cup 2005 - 1º turno                                              | 1                                                                      |                                                                        |
| 19-6-2005                                                              | Hannover                                                               | Messico                                                                | 1 – 0                                                                  | Brasile                                                                | Conf. Cup 2005 - 1º turno                                              | -                                                                      |                                                                        |
| 22-6-2005                                                              | Colonia                                                                | Giappone                                                               | 2 – 2                                                                  | Brasile                                                                | Conf. Cup 2005 - 1º turno                                              | -                                                                      |                                                                        |
| 25-6-2005                                                              | Norimberga                                                             | Germania                                                               | 2 – 3                                                                  | Brasile                                                                | Conf. Cup 2005 - Semifinale                                            | 2                                                                      |                                                                        |
| 29-6-2005                                                              | Francoforte                                                            | Brasile                                                                | 4 – 1                                                                  | Argentina                                                              | Conf. Cup 2005 - Finale                                                | 2                                                                      | [ 169 ]                                                                |
| 17-8-2005                                                              | Spalato                                                                | Croazia                                                                | 1 – 1                                                                  | Brasile                                                                | Amichevole                                                             | -                                                                      |                                                                        |
| 4-9-2005                                                               | Brasilia                                                               | Brasile                                                                | 5 – 0                                                                  | Cile                                                                   | Qual. Mondiali 2006                                                    | 3                                                                      |                                                                        |
| 9-10-2005                                                              | La Paz                                                                 | Bolivia                                                                | 1 – 1                                                                  | Brasile                                                                | Qual. Mondiali 2006                                                    | -                                                                      |                                                                        |
| 12-10-2005                                                             | Belém                                                                  | Brasile                                                                | 3 – 0                                                                  | Venezuela                                                              | Qual. Mondiali 2006                                                    | 1                                                                      |                                                                        |
| 12-11-2005                                                             | Abu Dhabi                                                              | Emirati Arabi Uniti                                                    | 0 – 8                                                                  | Brasile                                                                | Amichevole                                                             | 1                                                                      |                                                                        |
| 1-3-2006                                                               | Mosca                                                                  | Russia                                                                 | 0 – 1                                                                  | Brasile                                                                | Amichevole                                                             | -                                                                      |                                                                        |
| 4-6-2006                                                               | Ginevra                                                                | Brasile                                                                | 4 – 0                                                                  | Nuova Zelanda                                                          | Amichevole                                                             | 1                                                                      |                                                                        |
| 13-6-2006                                                              | Berlino                                                                | Brasile                                                                | 1 – 0                                                                  | Croazia                                                                | Mondiali 2006 - 1º turno                                               | -                                                                      |                                                                        |
| 18-6-2006                                                              | Monaco                                                                 | Brasile                                                                | 2 – 0                                                                  | Australia                                                              | Mondiali 2006 - 1º turno                                               | 1                                                                      |                                                                        |
| 27-6-2006                                                              | Dortmund                                                               | Brasile                                                                | 3 – 0                                                                  | Ghana                                                                  | Mondiali 2006 - Ottavi di finale                                       | 1                                                                      |                                                                        |
| 1-7-2006                                                               | Francoforte                                                            | Brasile                                                                | 0 – 1                                                                  | Francia                                                                | Mondiali 2006 - Quarti di finale                                       | -                                                                      |                                                                        |
| 6-2-2007                                                               | Londra                                                                 | Brasile                                                                | 0 – 2                                                                  | Portogallo                                                             | Amichevole                                                             | -                                                                      |                                                                        |
| 31-5-2008                                                              | Seattle                                                                | Canada                                                                 | 2 – 3                                                                  | Brasile                                                                | Amichevole                                                             | -                                                                      |                                                                        |
| 6-6-2008                                                               | Boston                                                                 | Brasile                                                                | 0 – 2                                                                  | Venezuela                                                              | Amichevole                                                             | -                                                                      |                                                                        |
| 15-6-2008                                                              | Asunción                                                               | Paraguay                                                               | 2 – 0                                                                  | Brasile                                                                | Qual. Mondiali 2010                                                    | -                                                                      |                                                                        |
| 18-6-2008                                                              | Belo Horizonte                                                         | Brasile                                                                | 0 – 0                                                                  | Argentina                                                              | Qual. Mondiali 2010                                                    | -                                                                      |                                                                        |
| 12-10-2008                                                             | San Cristobal                                                          | Venezuela                                                              | 0 – 4                                                                  | Brasile                                                                | Qual. Mondiali 2010                                                    | 1                                                                      |                                                                        |
| 19-11-2008                                                             | Gama                                                                   | Brasile                                                                | 6 – 2                                                                  | Portogallo                                                             | Amichevole                                                             | 1                                                                      |                                                                        |
| 10-2-2009                                                              | Londra                                                                 | Brasile                                                                | 2 – 0                                                                  | Italia                                                                 | Amichevole                                                             | -                                                                      |                                                                        |
| 5-9-2009                                                               | Rosario                                                                | Argentina                                                              | 1 – 3                                                                  | Brasile                                                                | Qual. Mondiali 2010                                                    | -                                                                      |                                                                        |
| 9-9-2009                                                               | Salvador                                                               | Brasile                                                                | 4 – 2                                                                  | Cile                                                                   | Qual. Mondiali 2010                                                    | -                                                                      |                                                                        |
| 11-10-2009                                                             | La Paz                                                                 | Bolivia                                                                | 2 – 1                                                                  | Brasile                                                                | Qual. Mondiali 2010                                                    | -                                                                      |                                                                        |
| 2-3-2010                                                               | Londra                                                                 | Irlanda                                                                | 0 – 2                                                                  | Brasile                                                                | Amichevole                                                             | -                                                                      |                                                                        |
| Totale                                                                 |                                                                        | Presenze                                                               | 48                                                                     |                                                                        | Reti (17º posto)                                                       | 27                                                                     |                                                                        |

| Cronologia completa delle presenze e delle reti in nazionale (partite non ufficiali) ― Brasile | Cronologia completa delle presenze e delle reti in nazionale (partite non ufficiali) ― Brasile | Cronologia completa delle presenze e delle reti in nazionale (partite non ufficiali) ― Brasile | Cronologia completa delle presenze e delle reti in nazionale (partite non ufficiali) ― Brasile | Cronologia completa delle presenze e delle reti in nazionale (partite non ufficiali) ― Brasile | Cronologia completa delle presenze e delle reti in nazionale (partite non ufficiali) ― Brasile | Cronologia completa delle presenze e delle reti in nazionale (partite non ufficiali) ― Brasile | Cronologia completa delle presenze e delle reti in nazionale (partite non ufficiali) ― Brasile |
| Data                                                                                           | Città                                                                                          | In casa                                                                                        | Risultato                                                                                      | Ospiti                                                                                         | Competizione                                                                                   | Reti                                                                                           | Note                                                                                           |
| ---------------------------------------------------------------------------------------------- | ---------------------------------------------------------------------------------------------- | ---------------------------------------------------------------------------------------------- | ---------------------------------------------------------------------------------------------- | ---------------------------------------------------------------------------------------------- | ---------------------------------------------------------------------------------------------- | ---------------------------------------------------------------------------------------------- | ---------------------------------------------------------------------------------------------- |
| 25-5-2004                                                                                      | Barcellona                                                                                     | Catalogna                                                                                      | 2-5                                                                                            | Brasile                                                                                        |                                                                                                | 1                                                                                              |                                                                                                |
| 6-9-2005                                                                                       | Siviglia                                                                                       | Siviglia                                                                                       | 1-1                                                                                            | Brasile                                                                                        |                                                                                                | -                                                                                              |                                                                                                |
| 30-5-2006                                                                                      | Basilea                                                                                        | Lucerna XI                                                                                     | 0-8                                                                                            | Brasile                                                                                        |                                                                                                | 2                                                                                              |                                                                                                |
| Totale                                                                                         |                                                                                                | Presenze                                                                                       | 3                                                                                              |                                                                                                | Reti                                                                                           | 3                                                                                              |                                                                                                |

## Palmarès

### Club

#### Competizioni statali
- Campionato Carioca: 2

Flamengo: 2000, 2001

#### Competizioni nazionali
- Coppa dei Campioni brasiliana: 1

Flamengo: 2001
- Coppa Italia: 2

Inter: 2004-2005, 2005-2006
- Supercoppa italiana: 3

Inter: 2005, 2006, 2008
- Campionato italiano: 2

Inter: 2005-2006, 2006-2007
- Campionato brasiliano: 2

Flamengo: 2009
Corinthians: 2011

### Nazionale

#### Competizioni giovanili
- Campionato mondiale Under-17: 1

1999
- Campionato Sudamericano Under-20: 1

2001

#### Competizioni maggiori
- Coppa America: 1

Perù 2004
- Confederations Cup: 1

2005

### Individuale
- Capocannoniere del Campionato sudamericano Under-20: 1

2001
- Capocannoniere del Campionato mondiale Under-20: 1

2001
- Capocannoniere della Coppa America: 1

Perù 2004 (7 gol)
- Miglior giocatore della Coppa America: 1

Perù 2004
- Scarpa d'oro della FIFA Confederations Cup: 1

2005 (5 gol)
- Pallone d'oro della FIFA Confederations Cup: 1

2005
- Miglior marcatore dell'anno IFFHS: 1

2005
- Capocannoniere del Campionato brasiliano: 1

2009 (19 gol)
- Bola de Ouro: 1

2009
- Bola de Prata: 1

2009